# Bovale
Il bovale, o anche Bovale sardo, Bovaleddu, Muristellu è un vitigno autoctono a bacca nera coltivato principalmente in Sardegna.

## Caratteristiche
Si contraddistingue per la composizione minuta del grappolo, di media grandezza e molto serrato, per gli acini di medie dimensioni e forma sferoidale, con la buccia spessa e consistente, molto pruinosa, di colore nero o viola scuro. Il bovale sardo ha inoltre una elevata concentrazione di pigmenti coloranti, i flavoni, che ultimamente sono stati riconosciuti come grandi fonti di sostanze antiossidanti.

## Diffusione
Il bovale viene coltivato in quasi tutte le aree viticole della Sardegna ma trova la sua migliore resa enologica in terreni soleggiati e sciolti come quelli del nuorese, del Mandrolisai, e nella zona di Terralba nell’oristanese. Oltre che in Sardegna, è presente anche in altre zone d'Italia. 